# Тупу
Тупу (tupu) — міра відстані та площі, що застосовувалася в державі інків Тауантінсую. Слово інками перейнято у культури Пукіна, оскільки має схожість з мовою пукіна. За іншою версією, держава Колья використовувала термін тупу в своїй мові аймара після приєднання земель Пукіна, а інки стали його застосовувати, починаючи з правління Сапа Інки Пачакутека, який у свою чергу приєднав до Куско землі Колья. Як засіб вимірювання зберігалося і застосовувалося в деяких районах Перу до XVIII ст. На півдні імперії інків тупу називали велику сферичну брошку або шпильку з золота обо срібла, що використовувалася для сколювання накидок.

## Міра відстані
Була загальноприйнятою міра довжини. Як така використовувалася для вимірювання відстаней на магістралях і державних шляхах імперії. Дорівнювала 8,36 км. Відстані між тупу позначалися межовими стовпами.

## Міра площі
Тупу переважно становила до 30 арів. Ним вимірювалося сільськогосподарське володіння. Один пурех мав право на 1 тупу, дружина — на 0,5 тупу, що дорівнювала 1 чекті. Його отримував кожний вільний чоловік-пурех у кожній громаді-айлью. При народжені сина родина отримувала 1 тупу, доньки — 0,5 тупу. У підсумку деякі родини могли мати від 3,5 до 13 тупу, або 1–4 га землі. Знать мала більше тупу, зокрема пічкапачакакамайок (відповідав за 500 осіб) мав 60 тупу, курака — 280–300 тупу.
Також під тупу за часів інків розумілася ділянка землі, врожай з якої мав забезпечувати річне харчування 1 людини.